# 里若韋
48°56′21″N 36°42′55″E / 48.93917°N 36.71528°E
里若韋（烏克蘭語：Рижове）是位於烏克蘭東部的村莊，由哈爾科夫州洛佐瓦區的布利茲紐基市鎮負責管轄。該村始建於1890年，面積0.46平方公里，海拔高度172米，2001年人口104，人口密度每平方公里225.6人。